# نیوتن (کانزاس)
نیوتن (به انگلیسی: Newton) شهری در ایالت کانزاس کشور ایالات متحده آمریکا است که جمعیت آن در سرشماری سال ۲۰۱۰ میلادی، ۱۹٬۱۳۲ نفر بوده‌است.